# Natriumphenylbutyrat
Natriumphenylbutyrat, das Natriumsalz der 4-Phenylbuttersäure, ist eine chemische Verbindung aus der Gruppe der Natriumsalze aromatischer kurzkettiger Fettsäuren. Sie wird als Arzneistoff zur Behandlung von Hyperammonämie (zu hoher Ammoniumgehalt im Blut), besonders von angeborenen Störungen des Harnstoffzyklus wie Harnstoffzyklusdefekt, eingesetzt.

## Stoffwechsel
Das im Darm gut resorbierbare Phenylbutyrat wird beim Menschen mittels der β-Oxidation (Kurzkettenacyl-CoA Dehydrogenase, SCAD) zu Phenylacetat abgebaut. Phenylacetat kann dann in der Leber an die Aminosäure Glutamin gekoppelt werden, wodurch Phenylacetylglutamin entsteht, das gut wasserlöslich ist und mit dem Urin ausgeschieden werden kann. Das Konjugationsprodukt wird innerhalb von 24 Stunden zu etwa 80–100 % mit dem Urin ausgeschieden.
Pro 1 Mol verabreichten Phenylbutyrats werden maximal 2 Mol Stickstoff ausgeschieden.

## Eigenschaften
Neben der Wirkung von Phenylbutyrat durch Konjugatbildung seines Metaboliten Phenylacetat im Rahmen der Stickstoffelimination aus dem Körper sind Funktionen sowohl als Enzyminhibitor (z. B. Hemmung der Histondeacylase) als auch als Chaperon bekannt.

## Verwendung in der Humanmedizin

### Hyperammonämie
Die Eliminierung von Ammoniak mittels Phenylbutyrat wird bei Patienten mit Hyperammonämien, vorwiegend bei Patienten mit angeborenen Harnstoffzyklusdefekten, eingesetzt. Natriumphenylbutyrat ist unter dem Namen Ammonaps als Medikament zur Behandlung von Patienten mit Harnstoffzyklusstörungen zugelassen.
Schwangerschaft, Stillzeit, Leber- und/oder Niereninsuffizienz sowie Überempfindlichkeit gegen den Wirkstoff stellen Kontraindikationen für Phenylbutyrat dar.
Die biologische Halbwertszeit von Natriumphenylbutyrat beträgt etwa 0,8 Stunden.
Bei der Anwendung von Natriumphenylbutyrat ist zu beachten, dass es sich um eine Natriumverbindung handelt und deshalb mit dem Medikament zu berücksichtigende Mengen an Natrium zugeführt werden.

### Amyotrophe Lateralsklerose
Die fixe Kombination von Natriumphenylbutyrat mit Ursodoxicoltaurin ist in Kanada und den USA zur Behandlung der amyotrophen Lateralsklerose (ALS) zugelassen.
Allerdings wurde Anfang April 2024 auf der Webseite der Herstellerfirma berichtet, aufgrund fehlender Wirksamkeit in einer größeren klinische Studie verzichte man auf die weitere Vermarktung des Medikaments.

### Potentielle Anwendungsgebiete
Natriumphenylbutyrat hemmt in einigen Fällen das Tumorwachstum und zeigt seine Wirkung wegen seiner guten Liquorgängigkeit besonders bei Hirntumoren (z. B. Astrozytomen). Erfolge zeigten sich aber auch in der Behandlung von Prostata- und anderen Krebsarten. Behandlungsversuche sind zusätzlich bei spinaler Muskelatrophie, amyotropher Lateralsklerose, Sichelzellenanämie und bei Thalassämien, Mukoviszidose sowie bei Morbus Huntington, bei angeborem Defekt der Pyruvatdehydrogenase und auch bei der Alzheimer-Krankheit durchgeführt worden bzw. sind noch nicht abgeschlossen. Zur Behandlung seltener Krankheiten wie der 5q-spinalen Muskelatrophie, Citrullinämie Typ I (=Argininosuccinat-Synthase-Mangel), Carbamylphosphatsynthetase-Mangel und Ornithintranscarbamylase-Mangel hat Natriumphenylbutyrat den Status eines Orphan-Arzneimittels.

## Nebenwirkungen
Generell wird Natriumphenylbutyrat gut vertragen. Allerdings kann es nach Gabe von Phenylbutyrat zu Nebenwirkungen kommen. An erster Stelle steht das Auftreten von Amenorrhöen bzw. Dysmenorrhöen, gefolgt von Beeinträchtigungen der Blutbildung, Magen-Darm-Beschwerden, Müdigkeit, u. a.
Bei zu hoher Dosierung von Phenylbutyrat (z. B. 1000 mg/kg Körpergewicht und Tag) kann es zu Durchfällen, Elektrolytverschiebungen (Hypokaliämie) mit oder ohne Ödembildung und zur metabolischen Acidose kommen. Ein Großteil des resorbierten Phenylbutyrates wird dann unverstoffwechselt wieder ausgeschieden.
Bei Langzeittherapie ist zu beachten, dass es durch die permanente Bindung von Glutamin im Körper zur vermehrten Synthese von Glutamat und Glutamin kommt, was zu Lasten vor allem der essentiellen verzweigtkettigen Aminosäuren einhergeht, bei denen sich dann ein Mangel entwickeln kann.

## Interaktionen
Werden Natriumphenylbutyrat und Probenecid (Arzneistoff zur Behandlung der Hyperurikämie) gleichzeitig verabreicht, kann die Ausscheidung von Phenylacetylglutamat verändert werden.
Die gemeinsame Gabe von Natriumbenzoat (auch zur Behandlung der Hyperammonämie) und Phenylbutyrat in hohen Dosen kann zur Bildung von Phenylacetylbenzoat führen und beide Substanzen stehen zur Ammoniakeliminierung dann nicht mehr zur Verfügung.

## Fertigarzneimittel
Ammonaps (EU), Pheburane (EU), Buphenyl (USA)